# Erhard Busek
Erhard Busek (Bécs, 1941. március 25. – 2022.  március 13.) osztrák néppárti politikus, Ausztria alkancellárja (1991–1995).

## Életpályája
1959-ig a bécsi Döblinger Gymnasiumba járt. A Bécsi Egyetemen szerzett jogi doktori címet 1963-ban.
1975 és 1976 között az ŐVP főtitkára volt.
2004. október 22-től 2011-ig Busek volt a salzburgi főiskola első rektora.

## Magyarul megjelent művei
- Az elképzelt Közép-Európa. Tanulmányok; összeáll. Peter Bochskanl, ford. Farkas János László et al., szerk. Farkas János László;  Európai Utas–Századvég, Bp., 1992 (Mitteleuropa)
- Emil Brix–Erhard Busek: Közép-Európa újragondolása. Miért Közép-Európában dől el Európa jövője?; ford. Kurdi Imre; IASK–Savaria University Press, Kőszeg, 2019